# Europa-Kurzschrift
Die Europa-Kurzschrift ist ein Stenografiesystem, das Anfang 1978 von dem aus Sprockhövel stammenden Wirtschaftslehrer Jürgen Dobermann (* 1934) und sechs Lehrern der „Deutschen Wirtschaftsfachschule“ in Berlin entwickelt wurde.
Die Europa-Kurzschrift, die das selbstlautschreibende Kurzschriftsystem von Karl Friedrich Scheithauer zur Grundlage hat, sollte nach Meinung der Verfasser die Schreibarbeit all derjenigen erleichtern, die sich im Dickicht der Deutschen Einheitskurzschrift nicht zurechtfinden. Dieses Stenografiesystem wurde als „kürzeste Kurzschrift, die es jemals gab“, propagiert und lässt sich laut Dobermann „in wenigen Tagen erlernen“. Besonders betont wurden von den Verfassern auch die gute Wiederlesbarkeit. Dobermann und sein Team hatte die internationalen Kurzschriften analysiert und das vermeintlich Beste aus jedem System übernommen.
Die Schrift, die aus 19 Grundzeichen, 12 Sonderzeichen und 3 Zeichenregeln (Deutsche Einheitskurzschrift 56 Zeichen, Stolze-Schrey 44 Zeichen allein für Mitlaute und Mitlautverbindungen) besteht, sollte nach der Vorstellung der Erfinder für alle europäischen Sprachen verwendet werden können und in 10 Doppelstunden von jedermann erlernbar sein. Der Satz „Lernen macht Spaß“ wurde in Dobermanns Lehrbuch für 22 Sprachen in Stenografie übertragen.
Die Mitlaute der Europa-Kurzschrift stimmen völlig mit dem Stenografie-System von Karl Friedrich Scheithauer aus dem Jahre 1913 überein. Die Selbstlautzeichen (starre Aufstrichvokalisation) sind nur wenig verändert; „a“ und „ä“ sind im Vergleich mit Scheithauer nur noch eine halbe Stufe groß, „ei“ ist statt zweistufig nur noch einstufig; „eu“ bzw. „äu“ ist 1½ Stufen groß. Im Vergleich mit dem Stenografiesystem von Karl Scheithauer hat nur das Zeichen für „ö“ ein neues Zeichen erhalten. Im Gegensatz zu Scheithauers kürzellosem System (Vollschrift) werden in der Europa-Kurzschrift 6 kurze Zeichen für die Wörter „das“, „dem“, „den“, „der“, „des“ und „die“ verwendet. Vorsilben verschmelzen oft mit dem Anlaut des Wortstammes, wie es auch bei Faulmann üblich war. Das Zeichen für „ö“ führt zu graphischen Verschmelzungen wie bei Arends.
Die Europa-Kurzschrift, die Dobermann und seine Mitarbeiter in acht Jahren entwickelten, wurde auch als Fernstudium angeboten.